# Nápolyi érseki palota
Az érseki palota (Palazzo Arcivescovile) Nápolyi főegyházmegye érsekének és püspökének hivatalos rezidenciája.

## Leírása
A palota a Largo Donna Regina téren található, északra a Nápolyi dómtól. A palota és a dóm egy hatalmas épületkomplexumot alkot. Az eredeti épületet 1389-ben építették Errico Capece Minutolo püspök megbízásából. A mai épület Ascanio Filomarino 1654-es átalakításainak köszönheti formáját. Az építész valószínűleg Bonaventuri Presti volt. Az épület inkább hosszabb, mint magas és három faragott kőportállal büszkélkedik.